# Stagodontidae
Los estagodóntidos (Stagodontidae) son una familia extinta de mamíferos metaterios carnívoros que vivieron en Norteamérica durante el Cretácico Superior.

## Características
Esta familia incluye a cuatro géneros, Eodelphis, Didelphodon, Fumodelphodon y Hoodootherium, los cuales en conjunto abarcan a siete especies diferentes. Adicionalmente, una especie del Cenomaniense, Pariadens kirklandi, podría ser un miembro de la familia. Los estagodóntidos estuvieron entre los mayores mamíferos conocidos del Cretácico, con un rango de peso de 0.4 a 2.0 kilogramos. Uno de los rasgos más inusuales de los estagodóntidos son sus robustos y bulbosos premolares, los cuales se cree que eran usados para triturar las conchas de moluscos de agua dulce. Los restos del postcráneo sugieren que los estagodóntidos era muy probablemente semiacuáticos. Las formas mejor descritas proceden del antiguo continente de Laramidia, pero también se han hallado en sitios de Appalachia, dándole más credibilidad a la idea de sus hábitos acuáticos.
La evolución de Didelphodon y otros estagodóntidos grandes (así como la de los deltateroides grandes como Nanocuris) ocurrió tras la extinción local de los mamíferos eutriconodontes, lo que sugiere que los reemplazaron ecológicamente de forma pasiva o directa.
Los estagodóntidos fueron considerados en algún momento como parientes cercanos de los Sparassodonta, pero los estudios posteriores indican que pertenecen a una rama más antigua del árbol familiar de los metaterios, posiblemente relacionados de cerca con los pediómidos. El registro de los estagodóntidos concluye en la etapa del Maastrichtiense, y por lo tanto se cree que se extinguieron durante la extinción masiva del Cretácico-Terciario.

## Clasificación
- Familia Stagodontidae[1]
  - Género Didelphodon
    - Didelphodon coyi
    - Didelphodon padanicus
    - Didelphodon vorax

  - Género Eodelphis
    - Eodelphis browni
    - Eodelphis cutleri

  - Género Fumodelphodon
    - Fumodelphodon pulveris

  - Género Hoodootherium
    - Hoodootherium praeceps